# تروسینگن
شهر تروسینگن (به آلمانی: Trossingen) در ایالت بادن-وورتمبرگ در کشور آلمان واقع شده‌است.